# Perevoznajabocht
De Perevoznajabocht (Russisch: бухта Перевозная; "transportbocht") is een kleine bocht in het zuidwestelijke deel van de Amoerbaai in de Baai van Peter de Grote, ten noordoosten van het Lomonosovschiereiland. Aan zuidwestzijde ligt het gelijknamige havenplaatsje Perevoznoje.
In de zomer wordt de bocht gebruikt voor het vervoer van personen en goederen naar de stad Vladivostok. Nabij de bocht bevinden zich het strikte natuurreservaat (zapovednik) Kedrovaja Pad, het strikte zeereservaat Dalnevostotsjny morskoj (tevens biosfeerreservaat) en de zakaznik Barsovy.
Begin 21e eeuw waren er plannen om de oostelijke oliepijpleiding te laten eindigen in de bocht, maar na protesten van milieugroeperingen (onder andere WWF) en door het feit dat er geen zware olietankers (>300.000 ton) kunnen komen werd het eindpunt in 2006 verlegd naar de noordelijker gelegen Koezminobocht.